# École de Chaillot
Pour les articles homonymes, voir Chaillot.
 (mai 2025).
Si vous disposez d'ouvrages ou d'articles de référence ou si vous connaissez des sites web de qualité traitant du thème abordé ici, merci de compléter l'article en donnant les références utiles à sa vérifiabilité et en les liant à la section « Notes et références ».
L'École de Chaillot, ou Centre des hautes études de Chaillot, anciennement « Centre d'études supérieures d'histoire et de conservation des monuments anciens » (CESHCMA), fondé en 1887 à Paris, est un établissement public d'enseignement supérieur, relevant du ministère chargé de la culture, ouvert sur concours à des architectes déjà diplômés. Elle constitue aujourd'hui l'un des départements de la Cité de l'architecture et du patrimoine avec le Musée des monuments français créé en 1879 par Eugène Viollet-le-Duc et l'Institut français d'architecture (IFA).
Elle est installée dans l'aile et le pavillon d'about du palais de Chaillot, dans le 16e arrondissement de Paris.

## Historique

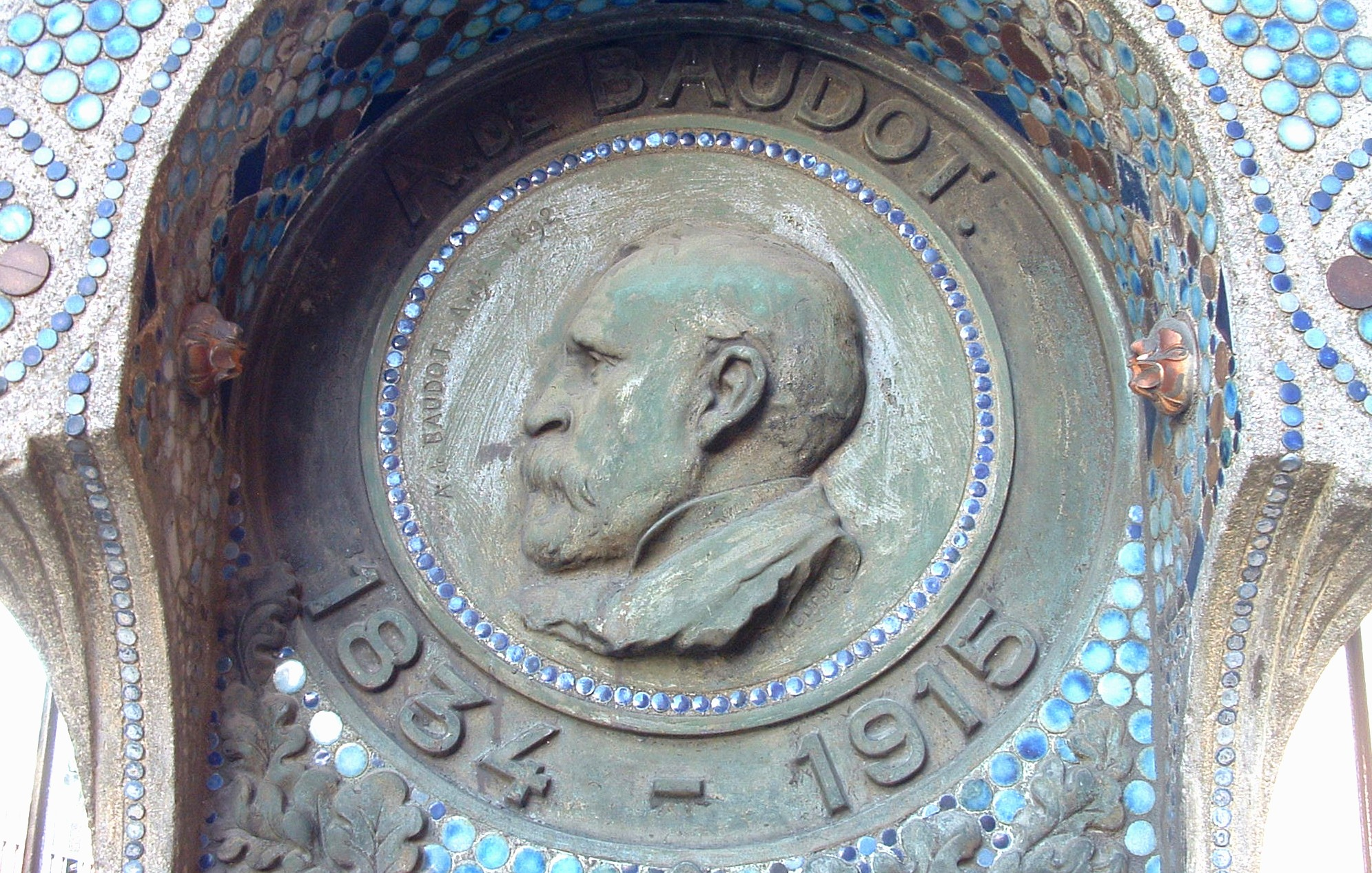
Anatole de Baudot - Plaque commémorative à l'église Saint-Jean-de-Montmartre.

L'histoire de l'institution commence en 1887. À l'occasion de l'installation du musée des Monuments français dans le palais du Trocadéro, une chaire d'histoire de l'architecture française du Moyen Âge et de la Renaissance est confiée à un disciple de Eugène Viollet-le-Duc, l'architecte Anatole de Baudot (1834-1915), l'un des théoriciens du béton armé et le maître de l'école rationaliste française. Elle s'appelait alors « Cours Chaillot ». Il restera l'unique titulaire de cette chaire jusqu'à l'arrêt des cours en 1915.
En 1920 est créé par arrêté un « Cours spécial de l'architecture et des arts qui s'y rattachent » au palais du Trocadéro, qui cessera en 1935, mais qui reprendra en 1936 sous la forme d'un « Diplôme d'études supérieures pour la connaissance et la conservation des monuments anciens », dont les enseignements sont localisés à l'École des Beaux-Arts et à l'Institut d'urbanisme de Paris. En 1970 est inauguré au palais de Chaillot le « Centre d'études supérieures d'histoire et de conservation des monuments anciens » (CESHCMA), dont les enseignants sont architectes en chef des monuments historiques, architectes des bâtiments de France, historiens ou encore archéologues. À partir de 1969, l'enseignement s'élargit à la ville patrimoniale puis au paysage, en incluant l'étude des espaces protégés. En 2004, l'école poursuivit son activité sous le titre de « Centre des hautes études de Chaillot » (CEDHEC), auquel est réassocié en 2016 sa dénomination traditionnelle d'« École de Chaillot ».
Elle conduit trois types d'activités : le cycle d'études spécialisées, l'école d'application des architectes et urbanistes de l'État, ainsi que des actions de coopération internationale, dont des cours à l'étranger. Certaines de ces formations sont menées en partenariat avec d'autres écoles ou instituts.

## Les formations

### Les cours publics
Depuis 2006, la Cité de l'architecture a exploré l’évolution de l’architecture et de l’urbanisme à travers des Cours publics (histoire, architecture, urbanisme, histoire de l'architecture, histoire de l'urbanisme), qui abordèrent des thématiques variées telles que l’habitat, les paysages, la ville ou encore le patrimoine industriel,.

### La formation post-concours des architectes et urbanistes de l'État
La formation post-concours, d'une durée d'un an, est assurée conjointement par l’École nationale des ponts et chaussées (École des Ponts ParisTech) et l’École de Chaillot.

### Le diplôme de spécialisation et d'approfondissement (DSA), mention «architecture et patrimoine»

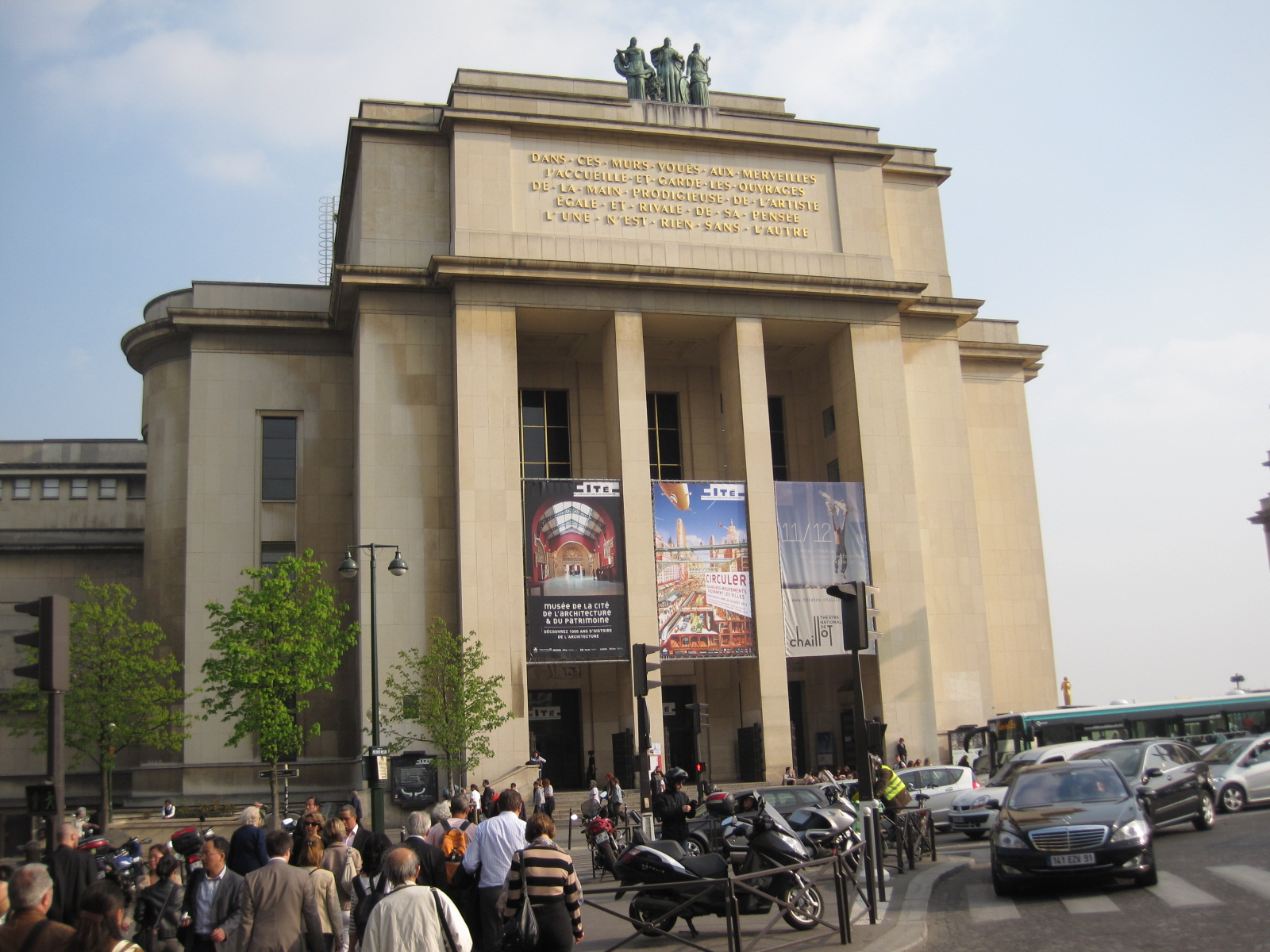
Cité de l’architecture et du patrimoine.

#### Cursus et durée des études
La formation au DSA « architecture et patrimoine » est destinée aux architectes ayant vocation à devenir des professionnels de la réhabilitation, de la restauration, de la réutilisation et de la mise en valeur de bâtiments ou de sites anciens.
Elle est accessible après un concours d'entrée (sélection sur dossier, puis épreuves de dessin et oral), ouvert aux architectes diplômés (bac+5) et se déroule sur deux années scolaires. Elle s'articule autour de différents pôles : celui de l'édifice, celui de la ville et du paysage, et celui de l'histoire de la législation et de la gestion du patrimoine.
À l'issue de leur formation, ces architectes spécialisés peuvent adhérer à l'association des « architectes du patrimoine » destinée à regrouper l'ensemble des architectes issus de cette formation.
Si la plupart des diplômés exercent dans la maîtrise d’œuvre patrimoniale, certains se dirigent vers la fonction publique d'État (architecte des bâtiments de France - ABF, architectes et urbanistes de l'État - AUE), la fonction publique territoriale (dans les collectivités territoriales) ou encore intègrent, sur concours, le corps des architectes en chef des monuments historiques (ACMH) afin d'exercer sur les monuments historiques classés appartenant à l’État (comme les cathédrales ou les palais nationaux).

#### Contenu des enseignements
Les étudiants bénéficient également, comme support pédagogique, de la collection de maquettes et de la mathériauthèque du Centre de recherches sur les Monuments historiques, l'un des quatre départements de la Médiathèque de l'architecture et du patrimoine, qui a été installée dans ses locaux réaménagés à Charenton-le-Pont en avril 2014.

##### L'édifice
La connaissance du patrimoine est enseignée sous l'angle de l'évolution des mises en œuvre et étudiée, période par période, depuis l'Antiquité jusqu'au XXe siècle. Elle fait appel à la recherche documentaire, aux nombreuses techniques de représentation ainsi qu'aux instruments de repérage, aux techniques de reconnaissance et d'auscultation des matériaux et des structures. L'étude de la pathologie des structures passe par l'histoire comparée des techniques et des modes de construction, par l'analyse, la mise en surveillance, la recherche et la localisation de l'origine des causes d'altérations : agressions extérieures, défaillance interne ou surcharge produite par des modifications d'usage, etc.
Le diagnostic structurel doit permettre de choisir les interventions - d'urgence, de restauration ou d'entretien -, traditionnelles ou innovantes.
Étude et diagnostic doivent conduire les maîtres d'œuvre au projet de restauration et de réutilisation de l'édifice.

##### La ville et le paysage
Le programme développe l'analyse de la ville d'un point de vue patrimonial et d'usage (habitat, circulation, équipement). Les différentes méthodes d'enregistrement de données et les critères de classification, d'inventaire et de protection sont examinés de façon critique. On y utilise les apports de l'analyse historique, de la lecture des tissus urbains et de leurs composants considérés comme des documents.
Il s'agit d'identifier les caractères morphologiques particuliers des centres anciens, puis de sélectionner des procédures réglementaires et opérationnelles pour les interventions : plan local d'urbanisme, zone de protection du patrimoine architectural, urbain et paysager, secteur sauvegardé, opération programmée d'amélioration de l'habitat… et de proposer les mieux adaptées dans le cadre du droit du sol et du droit du patrimoine.
Cet enseignement prend en compte l'émergence de la notion de paysage urbain et naturel, qui met en œuvre différentes échelles spatiales, avec des composantes très diverses : économique, culturelle, technique, juridique. L'objectif est de mesurer la complexité des problèmes posés et d'apporter des éléments de réflexion qui ouvrent au dialogue avec les divers intervenants.
Cet enseignement doit permettre de conduire les différents types d'études urbaines existantes.

##### L'histoire et la notion de patrimoine
L'enseignement de l'histoire trace les grands cadres historiques d'une culture stylistique, typologique et technique, indispensables à l'identification de la valeur patrimoniale du bâti, qu'il soit ancien ou moderne. Les décors civils et religieux et les arts monumentaux, comme les vitraux, les peintures murales et la sculpture, sont également étudiés.
Cet enseignement vise à intégrer les exigences de la démarche archéologique et historique. Il ne s'agit pas de former des historiens, mais des professionnels. Les premiers ont la charge de repérer, identifier et de faire connaître l'architecture, les seconds doivent en assurer la restauration, la conservation, l'adaptation et le renouvellement selon les besoins de la collectivité.

##### La législation et la gestion du patrimoine
La restauration et la réutilisation des édifices et la gestion des centres anciens, au-delà des problèmes strictement structurels et physiques, soulèvent des questions de philosophie abordées dans les débats de doctrine vus sous l'angle de l'histoire ou de l'actualité, mais aussi des considérations liées à l'économie du bâtiment. Les perspectives, possibilités et opportunités offertes par la réutilisation, qui représentent tout le champ de l'ouverture du patrimoine sur le monde de demain, sont illustrées par des exemples.
L'enseignement permet en outre d'acquérir une connaissance approfondie de la législation sur les monuments historiques et les espaces protégés. Il concerne aussi l'organisation des administrations chargées de ces secteurs. Il en retrace l'évolution historique, étroitement liée à celle de la notion de patrimoine.

### Les coopérations internationales
Coopérations favorisant l'échange de pratiques et la formation de professionnels du patrimoine bâti au niveau international.

### La formation permanente
L'École de Chaillot a également pour mission de concevoir et mettre en œuvre des programmes de formation professionnelle continue.
Les thématiques des formations :
Le patrimoine bâti et les défis environnementaux (amélioration énergétique et préservation de la qualité du bâti ancien, gestion durable de la ville et des territoires...),
Le renouvellement d'usage du patrimoine vacant des villes et villages,
Les nouvelles techniques de relevé numérique dans le bâti patrimonial (BIM, maquettes numériques...),
Les matériaux bio- et géo-sourcés adaptés au bâti ancien (identification des pathologies, traitement...).